# Marktwaarde
De marktwaarde van een product is de prijs waartegen het verhandeld zou worden in een concurrerende markt. Het wordt vaak verward met open marktwaarde, reële waarde of eerlijke marktwaarde, hoewel deze termen verschillende definities in verschillende normen hebben en in sommige omstandigheden kunnen verschillen.

## Definitie
De waarderingsnormen bepaald door het IVSC (International Valuation Standards Council) definiëren de marktwaarde als "het geschatte bedrag waarvoor een artikel op de datum van waardering tussen een bereidwillige koper en verkoper in een zakelijke, objectieve transactie zou moeten worden ingewisseld, nadat de juiste marketing heeft plaatsgevonden, waarbij elk van de partijen voorzichtig, zorgvuldig en zonder dwang gehandeld heeft."
Marktwaarde is een begrip dat verschilt van de marktprijs. De marktprijs is de prijs waartegen men transacties kan verrichten, terwijl de marktwaarde volgens theoretische normen de echte onderliggende waarde is. Het concept wordt het vaakst gebruikt in inefficiënte markten of onevenwichtige situaties waarin heersende marktprijzen geen weerspiegeling zijn van de werkelijke onderliggende marktwaarde. Voor een marktprijs die gelijk is aan de marktwaarde, moet de markt informatief efficiënt zijn en moeten rationele verwachtingen prevaleren.
Onlangs hebben Mocciaro Li Destri, Picone & Minà (2012) het subtiele maar belangrijke verschil onderstreept tussen het vermogen van bedrijven om waarde te creëren door middel van correcte operationele keuzes en geldige strategieën, enerzijds, en de epifenomenale manifestatie van variaties in aandeelhouderswaarde op de financiële markten, met name op aandelenmarkten. In dit perspectief stellen ze voor om nieuwe methodologieën in te voeren die in staat zijn om de strategie terug te brengen in financiële prestatiemaatstaven.
De marktwaarde verschilt ook van de reële waarde. De reële waarde is afhankelijk van de betrokken partijen, terwijl de marktwaarde dat niet is. De IVS (International Valuation Standards - internationale waarderingsnormen) bepaalt bijvoorbeeld dat de reële waarde "de beoordeling vereist van de prijs die rechtvaardig is tussen twee specifieke partijen, rekening houdend met de respectievelijke voor- of nadelen die elk zal verwerven door de transactie." Hoewel de marktwaarde aan deze criteria kan voldoen, hoeft dit niet noodzakelijkerwijs te gebeuren. De reële waarde wordt vaak gebruikt bij due diligence bij bedrijfstransacties, waarbij bijzondere synergieën tussen de twee partijen kunnen betekenen dat de prijs die tussen hen eerlijk is hoger is dan de prijs die op de bredere markt kan worden verkregen. Met andere woorden kan een speciale waarde worden gegenereerd. Marktwaarde vereist dat dit element van speciale waarde buiten beschouwing wordt gelaten, maar het maakt deel uit van de beoordeling van de reële waarde.

## Onroerende goederen
De term marktwaarde wordt veelal gebruikt bij de beoordeling van onroerende goederen, aangezien vastgoedmarkten over het algemeen zowel als informatie- als transactie-inefficiënt worden beschouwd. Ook zijn vastgoedmarkten onderhevig aan langdurige perioden van onevenwichtigheid.
Schattingen worden meestal uitgevoerd met een aantal veronderstellingen over transactiemarkten. Die veronderstellingen worden vastgelegd in de definitie van de waarde die voor de beoordeling wordt gebruikt. Gewoonlijk wordt in de Verenigde Staten de definitie gebruikt die wordt gehanteerd voor federaal gereguleerde kredietinstellingen, hoewel andere definities ook onder bepaalde omstandigheden kunnen worden gebruikt.

## De economische waarde en het vertrouwen van beleggers
Stabiliteit en economische groei zijn twee factoren die internationale beleggers zoeken bij het overwegen van investeringen. Een land dat economische waarde biedt onder zijn andere beweegredenen, trekt beleggingsfondsen aan. Een politiek onrustige situatie kan niet alleen verlies van vertrouwen veroorzaken, maar ook een verminderde valutawaarde, waardoor overdracht van kapitaal naar andere en stabielere bronnen ontstaat.
In het geval dat een overheid geld drukt om een deel van een aanzienlijk bedrag aan schulden af te lossen, wordt de geldhoeveelheid verhoogd, met een waardevermindering van de eigen munt tot gevolg, verergerd door inflatie. Als een overheid er niet in slaagt haar tekort te compenseren door binnenlandse obligaties te verkopen, waardoor het geldaanbod toeneemt, moet het het volume van verkoopbare effecten verhogen voor buitenlanders, wat op zijn beurt leidt tot een waardevermindering van de munt.
Valutawaarden en wisselkoersen spelen een cruciale rol in het rendement op investeringen (ROI). Waarde voor een belegger is de wisselkoers van de valuta die het grootste deel van een portefeuille bevat en die het werkelijke rendement bepaalt. Een dalende wisselkoers heeft als effect dat de koopkracht van inkomsten en vermogenswinsten afneemt, afhankelijk van eventuele rendementen. Daarnaast worden andere inkomensfactoren zoals rentetarieven, inflatie en zelfs meerwaarden uit binnenlandse effecten beïnvloed door de invloedrijke en complexe factoren van de wisselkoers.

## Juridische interpretatie
De zaak Luxmoore-Mei en Another v. Messenger Kan Baverstock [1990] 1 W.L.R. 1009 toont de juridische interpretatie van marktwaarde: "De mate van de schade is in deze zaak, concludeer ik, het verschil tussen wat de foxhounds feitelijk realiseerden als gevolg van de contractbreuk van de gedaagden en wat hun ware open marktwaarde op dat moment was. Welke betere gids zou die waarde kunnen hebben dan de prijs waartegen deze schilderijen zo kort daarna op Sotheby's werden geslagen? De prijs die de internationale kunstmarkt bereid was te betalen was ongetwijfeld prima facie het beste bewijs van de waarde van de foxhounds."